# Nil
Pour les articles homonymes, voir Nil (homonymie).
Le Nil (prononcé [nil]) est un fleuve d'Afrique. Avec un cours de plus de 6 700 km, il est avec le fleuve Amazone, le plus long fleuve du monde. Il est issu de la rencontre du Nil Blanc et du Nil Bleu. Le Nil Blanc (en arabe : النيل الأبيض, alniyl al'abyad) prend sa source au lac Victoria (Ouganda, Kenya, Tanzanie) ; le Nil Bleu (en arabe : النيل الأزرق, alniyl al'azraq) est issu du lac Tana (Éthiopie). Ses deux branches s'unissant à Khartoum, capitale du Soudan actuel, le Nil se jette dans la Méditerranée en formant un delta au nord de l'Égypte. En comptant ses deux branches, le Nil traverse le Rwanda, le Burundi, la Tanzanie, l'Ouganda, l'Éthiopie, le Soudan du Sud, le Soudan et l'Égypte. Il longe également le Kenya et la république démocratique du Congo (respectivement avec les lacs Victoria et Albert), et son bassin versant concerne aussi l'Érythrée grâce à son affluent du Tekezé.
Le Nil est la voie qu'empruntaient les Égyptiens pour se déplacer. Il apporte la vie en fertilisant la terre et garantit l'abondance. Il joua un rôle très important dans l'Égypte antique, du point de vue économique, social (c'était autour de lui que se trouvaient les plus grandes villes), agricole (grâce au précieux limon des crues) et religieux. Fleuve nourricier de cette civilisation, il fut divinisé sous le nom d'Hâpy, personnifiant la crue du Nil dans la mythologie égyptienne.
La crue du Nil, qui avait lieu chaque été et qui apportait le limon noir permettant la culture de ses rives, est restée longtemps un phénomène inexpliqué. C'est de ce limon noir que vient le nom antique de l'Égypte, Kemet, qui veut dire « la terre noire ».
De nos jours, les eaux limoneuses du Nil sont captées et redistribuées sur les terres agricoles grâce aux barrages de Ziftah, d'Assiout, d'Hammadi, d'Esna et surtout aux deux barrages géants d'Assouan, l'ancien et le grand barrage, dont la construction dans les années 1970 a nécessité le déplacement de plusieurs temples dont ceux d'Abou Simbel, qui auraient été noyés dans la retenue du lac Nasser.

## Étymologie
Les anciens Égyptiens l'appelaient soit Ḥ'pī ou Ḥap, soit itérou (trans. = jtrw) signifiant « rivière », représentée par les hiéroglyphes :
| M17 | X1 · D21 | G43 | N35A | N36 · N21 · Z1 |

qui se déformera plus tard en eior. Hâpy était la personnification divine du Nil.
En copte, le Nil est appelé en fonction des dialectes ⲉⲓⲟⲟⲣ (eioor), ⲫⲓⲁⲣⲟ (piaro en sahidique, phiaro en bohaïrique), ⲉⲓⲉⲣⲟ (eiero), ⲓⲁⲣⲟ (iaro), ⲓⲉⲣⲟ (iero), ⲓⲉⲣⲁ (iera) ou ⲓⲟⲣ (ior), termes tous dérivés de l'égyptien ancien.
Le mot « Nil » ((ar) nīl), vient du latin Nilus, lui-même issu du grec Νεῖλος / Neîlos, qui serait lui-même une transcription déformée du terme égyptien Na-eiore, pluriel de eior, désignant le delta et signifiant « rivière, cours d'eau ».
En arabe, on écrit النيل (Al-Nil).

## Affluents

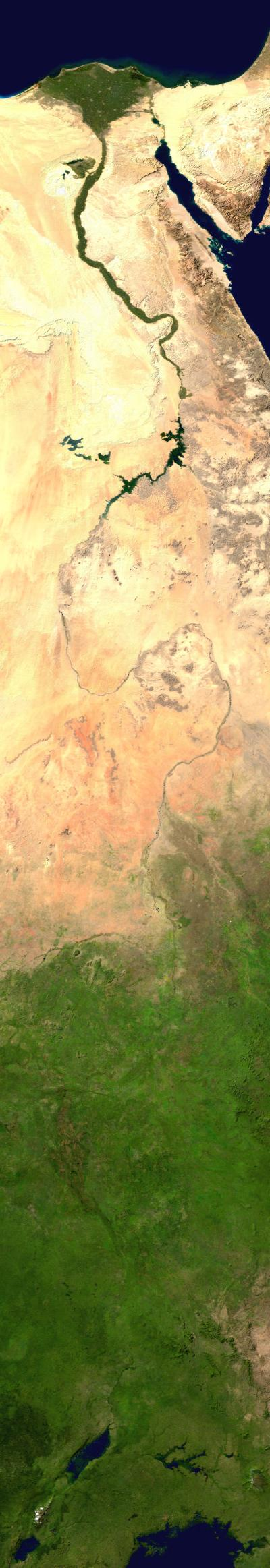
Photo satellite du Nil.

Le Nil Blanc et le Nil Bleu.

Le bassin hydrographique du Nil couvre 3 254 555 km2, à peu près 10 % de la superficie de l'Afrique.
Les deux grands affluents du Nil sont le Nil Blanc dont la source se trouve à l'équateur, et le Nil Bleu dont la source se trouve en Éthiopie. Chacune de ces branches se trouve sur le flanc ouest du rift est-africain. L'Atbara est aussi un autre affluent moins important du Nil, qui coule seulement quand il pleut en Éthiopie et qui s'assèche vite. L'apport de ces trois affluents à la formation du débit est variable selon les saisons et les années.
|           | Crues | Étiage |
| Nil Blanc | 10 %  | 80 %   |
| Nil Bleu  | 68 %  | 17 %   |
| Atbara    | 22 %  | 0 %    |

### Le Nil Blanc
La source du Nil est parfois considérée comme étant le lac Victoria, mais le lac est alimenté par des cours d'eau de taille considérable. Le cours d'eau le plus long qui se jette au lac Victoria, et qui en est donc la source la plus éloignée, émerge de la forêt de Nyungwe au Rwanda, par l'intermédiaire du Rukarara, qui se jette dans le Mwogo, puis le Nyabarongo et enfin le Kagera, avant de rejoindre le lac Victoria en Tanzanie près de la ville de Bukoba.
Le Nil quitte le lac Victoria aux chutes de Ripon, près de Jinja, Ouganda ; il porte le nom de « Nil Victoria ». Il s'écoule pendant approximativement 500 km, par le lac Kyoga, jusqu'à atteindre le lac Albert. Après avoir quitté ce lac, le fleuve est connu sous le nom de « Nil Albert ». Il coule alors au Soudan, où il est connu comme le Nahr el Jabal (« rivière de la montagne »). Au confluent du Nahr el-Jabal et du Bahr el-Ghazal (720 km de long), le fleuve est connu sous le nom de Nahr al Abyad, ou Nil Blanc, ce nom lui venant de l'argile blanchâtre en suspension dans ses eaux. De là, le fleuve coule vers Khartoum.
Selim Bimbachi va effectuer trois expéditions entre 1839 et 1842 pour en découvrir les sources.

### Le Nil Bleu
Le Nil Bleu (Ge'ez ጥቁር ዓባይ Ṭiqūr ʿĀbbāy, rivière noire Abay pour les Éthiopiens ; Nahr al Azraq pour les Soudanais) jaillit du lac Tana dans les montagnes éthiopiennes. Le Nil Bleu mesure environ 1 400 km jusqu'à Khartoum, où il rejoint le Nil Blanc pour former le Nil proprement dit. 90 % de l'eau et 96 % des sédiments transportés par le Nil proviennent de l'Éthiopie, mais cet écoulement se produit seulement en été, quand les grandes pluies tombent sur le plateau éthiopien ; le reste de l'année, les grands fleuves drainant l'Éthiopie vers le Nil coulent faiblement.

## Hydrologie

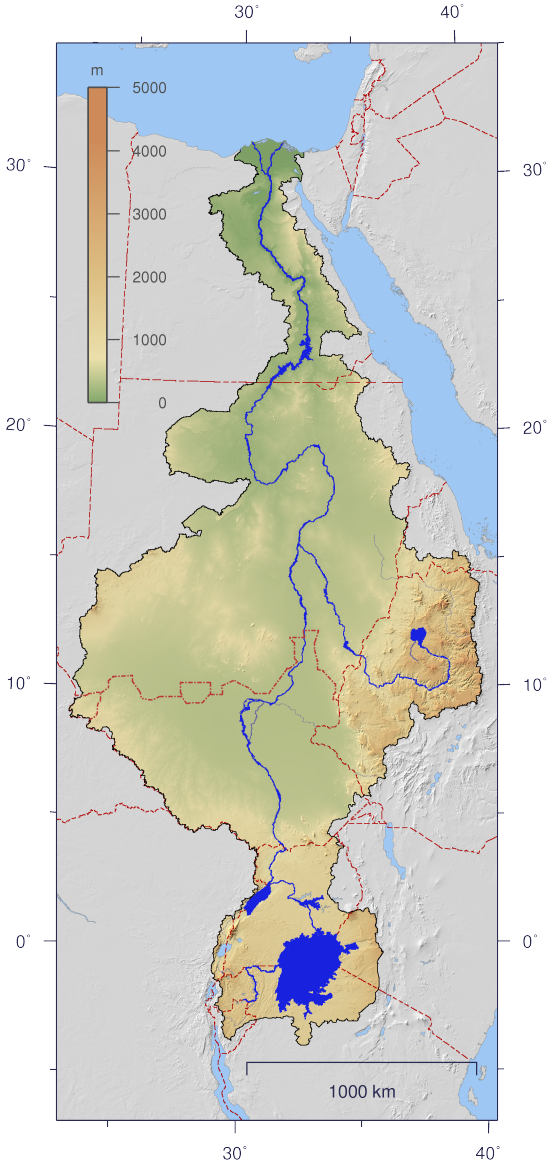
Le bassin du Nil.

Le débit du Nil Albert à Mongalla (au nord-est de Djouba) est presque constant pendant toute l'année, d'une moyenne de 1 048 m3/s. Après Mongalla, le Nil (Nahr Al Jebel) entre dans d'immenses marais au Sud du Soudan (marais du Sudd). Plus de la moitié des eaux du Nil sont perdues dans ce marais par évaporation. Le débit moyen du Nahr Al Jebel, de Nahr à la fin des marais, est d'environ 510 m3/s. À la sortie des marais, cette rivière rejoint rapidement le Sobat et forme le Nil Blanc.
L'écoulement moyen du Nil Blanc à Malakal est de 924 m3/s, le débit maximum est approximativement de 1 218 m3/s début mars et le minimum est d'environ 609 m3/s en août. La fluctuation ici est due à la variation substantielle du débit du Sobat qui a un écoulement minimum d'environ 99 m3/s en août et un débit maximum de plus de 680 m3/s début mars.
Le Nil Blanc coule ensuite vers Khartoum où il rejoint le Nil Bleu pour former le Nil.
Le Nil Blanc contribue approximativement à 30 % du débit annuel du Nil. Cependant, pendant la saison sèche (de janvier à juin), le Nil Blanc contribue à hauteur de 70 % voire 90 % à tout le débit du Nil. Pendant cette période, le débit du Nil Bleu peut descendre jusqu'à 113 m3/s, bien que les barrages en amont règlent l'écoulement du fleuve. Pendant la saison sèche, l'écoulement de l'Atbara est pratiquement nul.
Le Nil Bleu contribue approximativement à 70 % du débit du Nil. Le débit du Nil Bleu change considérablement au cours de l'année. C'est ce qui provoque principalement les grandes variations du débit du Nil. Pendant la saison des pluies, le débit maximum du Nil Bleu excède souvent 5 663 m3/s fin août (multiplication par 50 du débit normal).
Avant la construction de barrages sur le fleuve, le débit annuel pouvait passer de un à quinze à Assouan. Les débits maxima de plus de 8 212 m3/s se produisent fin août – début septembre et les débits minima d'environ 552 m3/s ont lieu vers la fin avril – début mai.
Le bassin du Nil est complexe, et pour cette raison, le débit en n'importe quel point le long du fleuve dépend de beaucoup de facteurs comprenant la météorologie, les déviations, l'évaporation ou l'évapotranspiration, et l'écoulement d'eaux souterraines.

### Transport de sédiments
Le transport annuel de sédiments dans le Nil en aval du barrage d’Assouan est de l’ordre de :
- à Assouan, 0,14 million de tonnes de sédiments en suspension et en plus 28 % de charge de fond ;
- à Quena, 0,27 million de tonnes de sédiments en suspension et en plus 27 % de charge de fond ;
- à Sohag, 1,5 million de tonnes de sédiments en suspension et en plus 13 % de charge de fond ;
- à Beni Suef, 0,5 million de tonnes de sédiments en suspension et en plus 20 % de charge de fond.

## Les bras du Nil

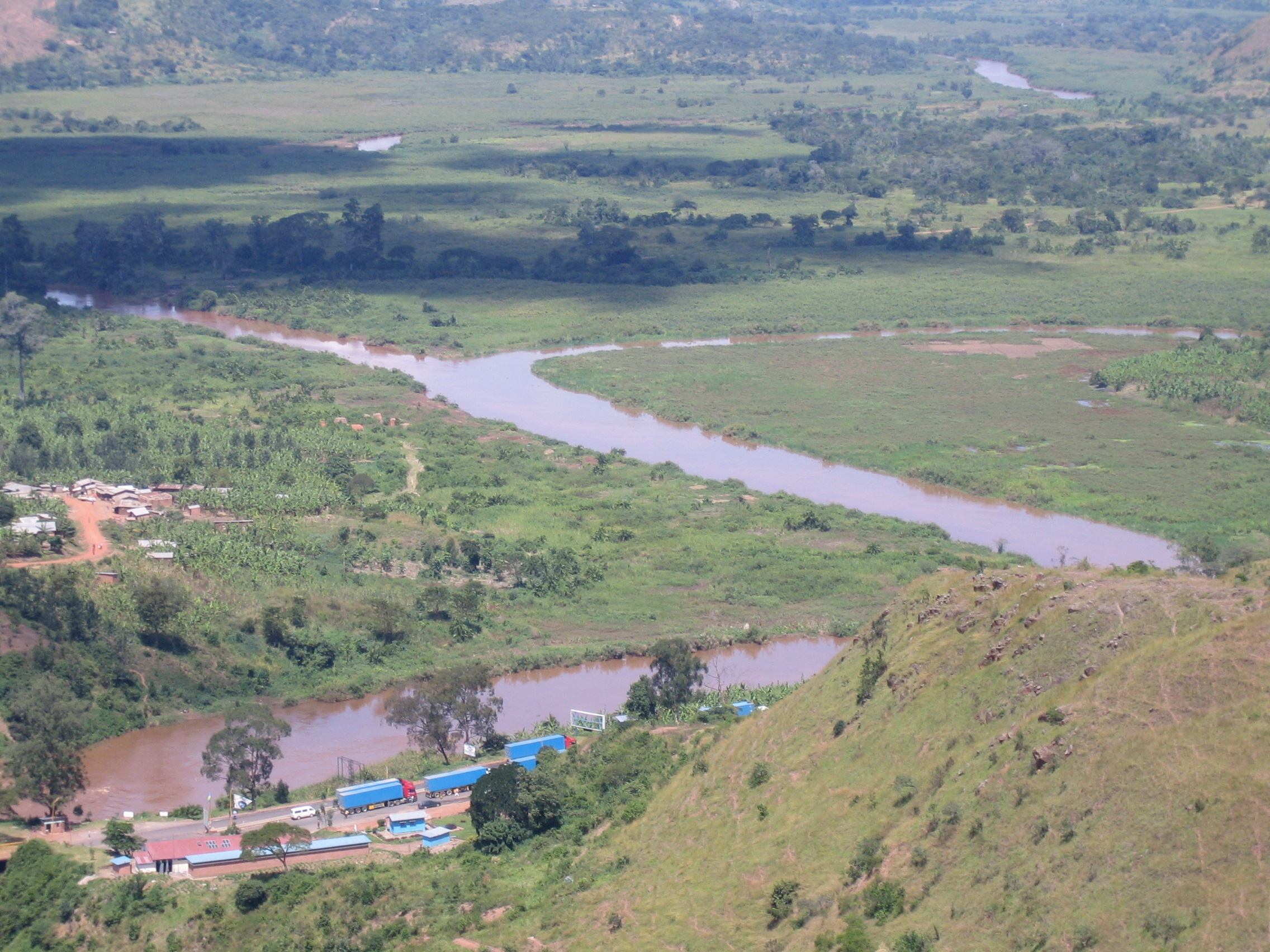
La confluence de la rivière Kagera et de la rivière Ruvubu près des chutes de Rusumo.

Après la confluence du Nil Bleu et du Nil Blanc, le seul affluent principal restant est la rivière Atbara, qui prend sa source en Éthiopie, à environ 50 km au nord du lac Tana, et coule sur approximativement 800 km. Elle rejoint le Nil environ 300 km après Khartoum. Le Nil a ainsi comme particularité que son dernier affluent le rejoint à mi-chemin de la mer. Après cette dernière confluence, le débit du Nil diminue en raison de l'évaporation très importante lors de la traversée du Sahara.
Le Nil au Soudan présente deux particularités :
- il s'écoule par six groupes de cataractes, de Sbakola (au nord de Khartoum) jusqu'à Assouan ;
- il fait ponctuellement demi-tour, retournant vers le sud-ouest avant de couler plus directement vers la mer, formant ainsi le grand méandre du Nil.

Au nord du Caire, le Nil rejoint la Méditerranée par un delta à l'entrée duquel il se divise en deux bras principaux, le bras de Rosette à l'ouest et celui de Damiette à l'est.
Des bras disparus ont été décrits par des techniques modernes comme ayant pu servir au transport de matériaux de construction de pyramides, comme ce fut le cas d'Ahramat pour les Pyramides de Gizeh.

## Histoire

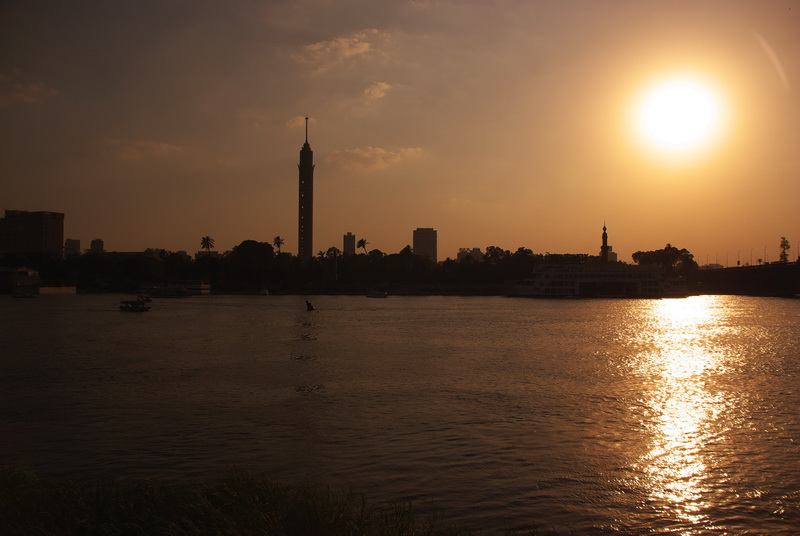
Coucher de soleil au-dessus du Nil (Le Caire, Égypte).

Le Nil (itérou en égyptien ancien) était au cœur de la civilisation de l'Égypte antique. La majorité de la population et toutes les villes de l'Égypte occupaient les rives du Nil au nord d'Assouan. Le Nil a été la colonne vertébrale de la culture égyptienne depuis l'âge de pierre. Le changement de climat, et peut-être la surexploitation des pâturages, a desséché les terres pastorales de l'Égypte pour former le désert du Sahara, probablement vers -8000, et les habitants ont alors vraisemblablement émigré vers le fleuve, où ils ont établi une économie agricole sédentaire et une société plus centralisée.
Pendant trente siècles, seules des felouques et des canges à rames ont navigué sur le Nil de Haute-Égypte. Il n'a fallu que cinquante ans pour qu'une armada de palaces flottants bouleverse le trafic fluvial millénaire.

### Le rôle du Nil dans la fondation de la civilisation égyptienne

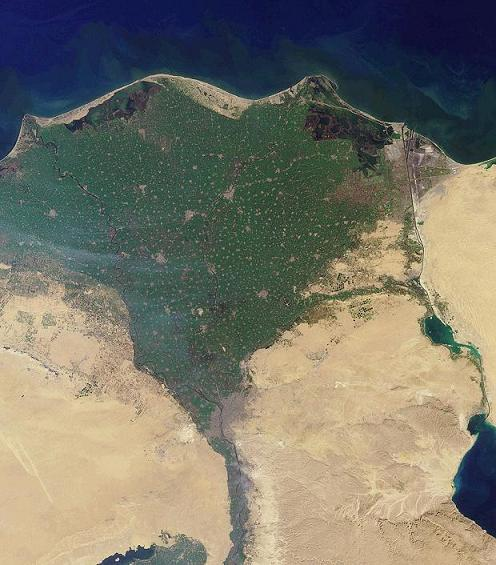
Le delta du Nil vu de l'espace.

La nourriture a joué un rôle crucial dans la fondation de la civilisation égyptienne. Le Nil a été une source intarissable de nourriture. Le Nil rend les terres environnantes très fertiles grâce à ses crues annuelles. Les Égyptiens pouvaient entre autres cultiver le blé et l'orge, fournissant de la nourriture pour toute la population. En outre, l'eau du Nil attire la faune telle que le buffle d'Afrique mais aussi de nombreux oiseaux migrateurs et poissons, faciles à pêcher lors de la décrue. Ces animaux ont pu être tués pour la viande, ou capturés, apprivoisés et employés pour labourer. L'eau était vitale pour les humains comme pour le bétail, et le Nil fournit une eau potable après avoir été filtrée. Le Nil était également un moyen commode et efficace de transport pour les personnes et les marchandises.
Le Nil a aussi fourni le lin pour le commerce. Le blé était également échangé, une récolte cruciale dans le Moyen-Orient où la famine sévissait souvent. Ce système marchand a fixé les rapports diplomatiques de l'Égypte avec d'autres pays et a souvent contribué à la stabilité économique de l'Égypte. En outre, le Nil a fourni des ressources telles que la nourriture (poissons, gibier d'eau, irrigation des champs) ou de l'or alluvionnaire, pour lever rapidement et efficacement des armées.

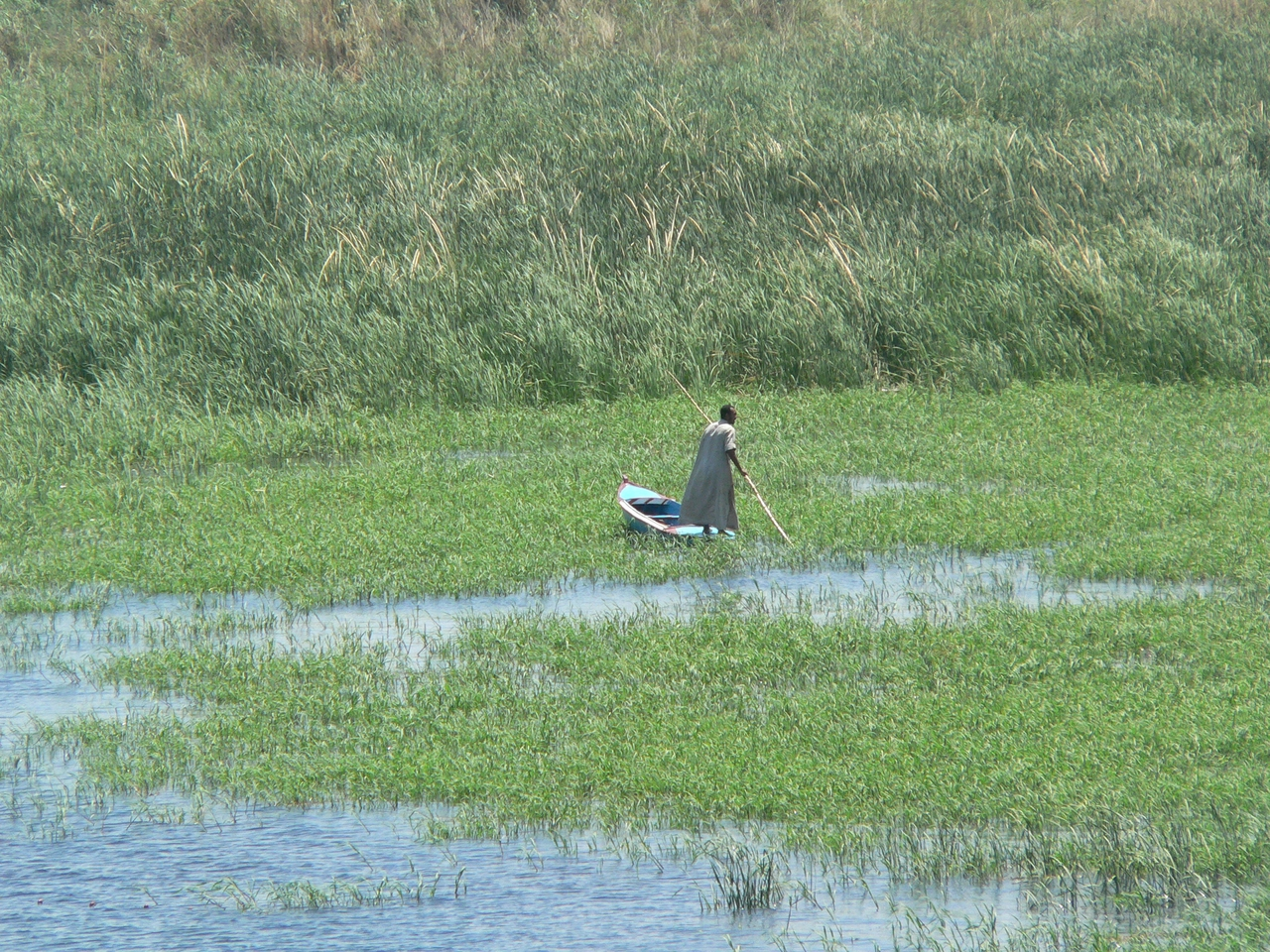
Pêcheur en Égypte.

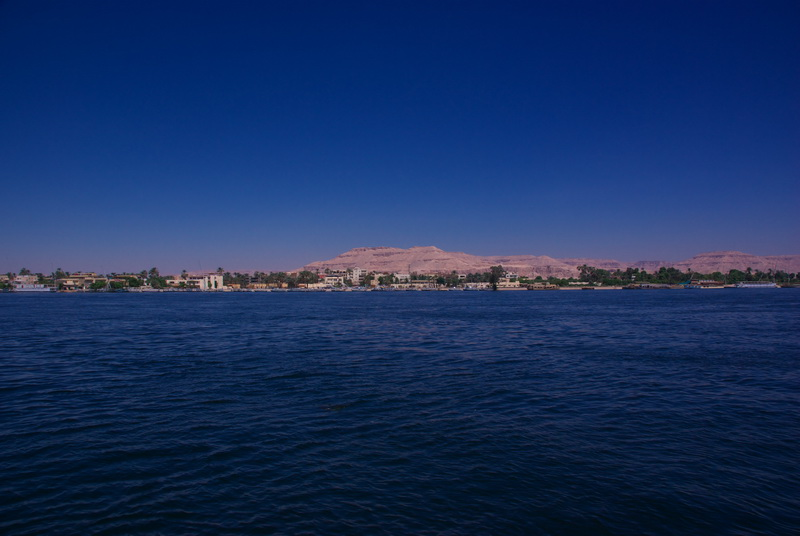
Le Nil (Louxor, Égypte).

Le Nil a joué un rôle important dans la politique et dans la vie sociale. Le pharaon faisait déborder le Nil, et en échange de l'eau fertile et des récoltes, les paysans cultivaient le sol et envoyaient au pharaon une partie des ressources qu'ils avaient récoltées. En contrepartie, ce dernier utilisait ces ressources pour le bien-être de la société égyptienne.
Le Nil avait une dimension spirituelle. Le Nil signifiait tant dans la vie des Égyptiens qu'ils ont créé un dieu consacré au bien-être apporté par l'inondation annuelle du Nil. Le nom de ce dieu était Hâpy et autant lui que Pharaon étaient censés contrôler la crue du Nil. Le Nil a été aussi considéré comme un seuil entre la vie et la mort, l'au-delà. L'est était considéré comme le lieu de la naissance et de la croissance et l'ouest celui de la mort, comme le dieu Rê, le soleil, qui subit ces trois états : naissance, mort et résurrection à chaque fois qu'il traverse le ciel. Ainsi, tous les tombeaux ont été placés à l'ouest du Nil, parce que les Égyptiens croyaient que pour entrer dans l'au-delà, il fallait être enterré du côté symbolisant la mort.
À la fin du VIe siècle, le philosophe grec Olympiodore rapproche la citation galvaudée d'Hérodote (« l'Égypte était un don du Nil ») de celle d'Aristote (« l'Égypte, œuvre du Nil »). Ces formulations illustrent bien l'importance du Nil dans la société égyptienne, ses crues annuelles déposant un limon meuble sur des champs restés immergés plusieurs semaines, ce qui conditionne la fertilité de ces sols inondables. Cependant, elle passe sous silence la grande quantité de travail fournie par les Égyptiens pour mettre en valeur le fleuve (construction de canaux d'irrigation puis utilisation de chadoufs et de norias) ; en effet, ses crues dévastatrices et son cours variable (la ville de Pi-Ramsès a par exemple dû être abandonnée à la suite de l'ensablement du bras du Nil qui l'alimentait) ont rendu son exploitation laborieuse. Cette phrase passe également sous silence la mise en valeur plus anecdotique des oasis du désert Libyque, pour lesquelles il a également fallu avoir recours à d'importants travaux d'irrigation (chadoufs, norias, qanats, etc.).
Le commerce de grande envergure le long du Nil depuis des temps antiques peut être prouvé à partir de l'os d'Ishango, probablement la première indication connue de la multiplication, qui a été découverte près de la source du Nil (près du lac Édouard, au nord-est du Congo), os qui a été daté au carbone 14 à près de 23 000 années avant notre ère.

### La recherche des sources du Nil

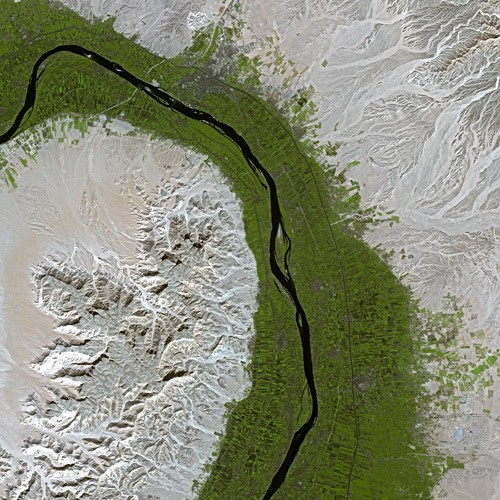
Le Nil à Dendérah, Égypte (photo Spot Image).

#### Dans l'ancienne Égypte
Dans son commentaire du Conte du naufragé (qu'il publia dans Les Contes populaires de l'Égypte ancienne en 1889), l'égyptologue français Gaston Maspero détaille les voyages des anciens Égyptiens se rendant aux mines de Pharaon. Le récit du nomarque Amoni-Amenemhaît, à peu près contemporain de ce récit, nous apprend qu'elles étaient situées en Éthiopie, dans la région de l'Etbaye, accessibles par le Nil. Aussi, le héros du conte explique qu'après les confins du pays des Ouaouaîtou (ou pays d'Ouaouaît, situé au-delà de la seconde cataracte), au sud de la Nubie, il est passé devant Sammouît, donc l'île de Bîgéh, à la première cataracte. Il a remonté le fleuve, puis est entré dans la mer Rouge, où une longue navigation a mené son navire jusque dans le rivage du pays de Pount, avant de revenir en thébaïde par la même voie. Maspero souligne qu'un lecteur moderne est perdu face à cette manière de procéder. Pour la comprendre, il suffit pourtant d'étudier des cartes des XVIe et XVIIIe siècles. Le centre de l'Afrique y est occupé par un immense lac d'où sont issus, d'un côté le Congo et le Zambèze, de l'autre le Nil.
Les géographes alexandrins étaient convaincus que l'Astapus et l'Astaboras (le Nil Bleu et le Tacazzé, selon Maspero, fleuves aussi évoqués par Strabon dans sa Géographie) poussaient vers l'est des bras communiquant avec la mer Rouge. Les marchands arabes pensaient qu'en suivant le Nil, ils pouvaient atteindre le pays des Zindjes, avant de déboucher dans l'océan Indien. Pour Hérodote et ses contemporains, le Nil dérivait du fleuve Océan. Arabes comme Grecs n'avaient pas inventé cette conception ; ils se basaient sur la tradition égyptienne. Celle-ci pourrait avoir des fondements plus sérieux qu'à première vue. La plaine basse et marécageuse où le Bahr el-Abiad s'unit actuellement au Sobat et au Bahr el-Ghazâl était autrefois un lac plus grand que le Lac Victoria actuellement. Les alluvions l'ont progressivement comblé, sauf un creux plus profond que le reste, le Birket Nou, qui à l'époque de Maspero se colmate de jour en jour. Mais aux XVIe et XVIIe siècles av. J.-C., il devait être suffisamment vaste pour donner aux soldats et bateliers égyptiens l'impression d'une mer ouverte sur l'océan Indien.

#### Antiquités grecque et romaine
En dépit des tentatives des Grecs et des Romains (qui n'ont pu traverser les marais du Sudd), l'amont du Nil est demeuré en grande partie inconnu des sociétés méditerranéennes. Les diverses expéditions n'avaient pas réussi à déterminer la source du fleuve. Les représentations hellénistiques et romaines classiques du fleuve représentaient ainsi un dieu masculin avec son visage et sa tête se cachant dans des draperies, en témoignent les vers célèbres de Lucain :
Arcanum natura caput non prodidit ulli

Nec licuit populis parvum te, Nile, videre
— Lucain, lire en ligne

Carte du monde connu décrit par Hérodote dans les Histoires, indiquant le Nil traversant l'Afrique depuis l'Atlas.

Vers les années 440 av. J.-C., l'historien grec Hérodote disserte longuement sur le fleuve dans ses Histoires. Il y rapporte les propos d'un homme affirmant avoir trouvé les sources du Nil :

« De tous les Égyptiens, les Libyens et les Grecs avec qui je me suis entretenu, aucun ne se flattait de connaître les sources du Nil, si ce n'est le hiérogrammatéus, ou interprète des hiéroglyphes d'Athéna, à Saïs en Égypte. Je crus néanmoins qu'il plaisantait, quand il m'assura qu'il en avait une connaissance certaine. Il me dit qu'entre Syène, dans la Thébaïde, et Éléphantine, il y avait deux montagnes dont les sommets se terminaient en pointe ; que l'une de ces montagnes s'appelait Crophi, et l'autre Mophi. Les sources du Nil, qui sont de profonds abîmes, sortaient, disait-il, du milieu de ces montagnes : la moitié de leurs eaux coulait en Égypte, vers le nord ; et l'autre moitié en Éthiopie, vers le sud. Pour montrer que ces sources étaient des abîmes, il ajouta que Psammitichus, ayant voulu en faire l'épreuve, y avait fait jeter un câble de plusieurs milliers d'orgyies, mais que la sonde n'avait pas été jusqu'au fond. Si le récit de cet interprète est vrai, je pense qu'en cet endroit les eaux, venant à se porter et à se briser avec violence contre les montagnes, refluent avec rapidité, et excitent des tournants qui empêchent la sonde d'aller jusqu'au fond. »

— Hérodote, Histoires, Livre II, partie XXVIII
Il y relate aussi une expédition à la recherche desdites sources, qui a abouti à la découverte d'une grande rivière :

« Voici néanmoins ce que j'ai appris de quelques Cyrénéens qui, ayant été consulter, à ce qu'ils me dirent, l'oracle de Jupiter Ammon, eurent un entretien avec Étéarque, roi du pays. Insensiblement la conversation tomba sur les sources du Nil, et l'on prétendit qu'elles étaient inconnues. Étéarque leur raconta qu'un jour des Nasamons arrivèrent à sa cour. Les Nasamons sont un peuple de Libye qui habite la Syrte, et un pays de peu d'étendue à l'orient de la Syrte. Leur ayant demandé s'ils avaient quelque chose de nouveau à lui apprendre sur les déserts de Libye, ils lui répondirent que, parmi les familles les plus puissantes du pays, des jeunes gens, parvenus à l'âge viril, et pleins d'emportement, imaginèrent, entre autres extravagances, de tirer au sort cinq d'entre eux pour reconnaître les déserts de la Libye, et tâcher d'y pénétrer plus avant qu'on ne l'avait fait jusqu'alors. [...] Ces jeunes gens, envoyés par leurs compagnons avec de bonnes provisions d'eau et de vivres, parcoururent d'abord des pays habités ; ensuite ils arrivèrent dans un pays rempli de bêtes féroces ; de là, continuant leur route à l'ouest à travers les déserts, ils aperçurent, après avoir longtemps marché dans un pays très sablonneux, une plaine où il y avait des arbres. S'en étant approchés, ils mangèrent des fruits que ces arbres portaient. Tandis qu'ils en mangeaient, de petits hommes, d'une taille au-dessous de la moyenne, fondirent sûr eux, et les emmenèrent par force. Les Nasamons n'entendaient point leur langue, et ces petits hommes ne comprenaient rien à celle des Nasamons. On les mena par des lieux marécageux ; après les avoir traversés, ils arrivèrent à une ville dont tous les habitants étaient noirs, et de la même taille que ceux qui les y avaient conduits. Une grande rivière, dans laquelle il y avait des crocodiles, coulait le long de cette ville de l'ouest à l'est. [...] Ce prince ajoutait cependant, comme m'en assurèrent les Cyrénéens, que les Nasamons étaient retournés dans leur patrie, et que les hommes chez qui ils avaient été étaient tous des enchanteurs. Quant au fleuve qui passait le long de cette ville, Etéarque conjecturait que c'était le Nil, et la raison le veut ainsi ; car le Nil vient de la Libye, et la coupe par le milieu. »

— Hérodote, Histoires, Livre II, parties XXXII et sq.
Cela dit, il s'agit probablement du Niger.
Au IIe siècle av. J.-C., le géographe grec Agatharchide relate que sous le règne de Ptolémée II Philadelphe, une expédition militaire avait pénétré assez loin le long du cours du Nil Bleu pour déterminer que les crues de l'été étaient provoquées par les orages de pluies saisonnières dans les montagnes éthiopiennes, anecdote également racontée au Ier siècle av. J.-C. par l'historien grec Diodore de Sicile :

« Depuis les temps anciens jusqu'à Ptolémée, surnommé Philadelphe, aucun Grec n'avait pénétré dans l'Éthiopie, et ne s'était même pas avancé jusqu'aux frontières de l'Égypte. Tous ces lieux étaient trop inhospitaliers et dangereux à parcourir. On en a une plus exacte connaissance depuis l'expédition que ce roi avait faite en Éthiopie, à la tête d'une armée grecque. C'est là ce qui explique l'ignorance des premiers historiens. Jusqu'à ce jour aucun d'eux n'a dit avoir vu ou appris sûrement les sources du Nil et l'endroit où il prend sa naissance. Aussi cette question est-elle tombée dans le domaine des hypothèses et des conjectures. Les prêtres égyptiens prétendent que le Nil prend son origine à l'Océan, qui entoure la terre. »

— Diodore de Sicile, Bibliothèque historique, Livre I, XXXVII (37) (lire en ligne)
Mais aucun voyageur n'est connu dans l'Antiquité pour avoir atteint le lac Tana, encore moins pour avoir retracé les étapes de cette expédition après Méroé[réf. nécessaire].

Le monde selon Ératosthène.

Strabon, géographe grec, décrit le Nil dans sa Géographie (écrite en grec ancien par Strabon entre 23 et 20 av. J.-C., citant Ératosthène. Il le décrit comme formant, par la direction générale de son cours depuis Méroé (Soudan), un N renversé. Il dit aussi que deux cours d'eau se jettent dedans, venant tous deux de certains lacs situés au loin dans l'est et qui enserrent l'île de Méroé : l'Astaboras et l'Astapus.
Vers 77, le naturaliste romain Pline l'Ancien publie son Histoire naturelle, où il situe la source dans le lac Nilis, près de l'Océan :

« Le Nil, sorti de sources mal connues, coule à travers des lieux déserts et brûlants. Il promène ses eaux dans un espace d'une immense longueur, dont la connaissance est due à des récits pacifiques, et non aux guerres qui ont procuré la découverte de tous les autres pays. La source (autant qu'ont pu s'étendre les recherches du roi Juba) en est une montagne de la Mauritanie inférieure, non loin de l'Océan ; il forme aussitôt un lac qu'on appelle Nilis. On y trouve, en fait de poissons, des alabètes, des coracins et des silures ; un crocodile en a été rapporté et consacré par Juba même, preuve que c'est bien le Nil, dans le temple d'Isis à Césarée, où on le voit encore aujourd'hui. »

— Pline l'Ancien, Histoire naturelle, livre V (5), X, [1] (lire en ligne)

#### Un fleuve du Paradis
Le Nil est assimilé par plusieurs auteurs à l'un des quatre fleuves (en) d'Éden dont parle le Livre de la Genèse : l'Euphrate, le Tigre, le Gihon et le Pishon. Si les deux premiers correspondent à des fleuves réels, les deux autres sont mythiques ; ils ont été identifiés, en fonction des auteurs, à différents cours d'eau d'Asie, d'Europe ou d'Afrique, tels que le Nil. L'historien judéen Flavius Josèphe dans ses Antiquités judaïques (fin du Ier siècle), ainsi que Jean de Mandeville dans son livre penchent pour le Gihon (ou Geon, ou Gyson). Ce dernier estime que le cours d'eau sort du paradis terrestre (qu'il situe entre les déserts de l'Inde), puis coule sous terre pour ressortir entre l'Inde et l'Éthiopie, puis finir sa course en Égypte. Mais Ernoul, chroniqueur français du XIIe siècle, dans sa Chronique et Rachi, rabbin français du XIe siècle, dans ses commentaires sur la Bible, estiment qu'il s'agit du Pishon (ou Sison, ou Pichon) :

« Pichon, c’est le Nil, le fleuve de l’Égypte. Il est appelé Pichon (du mot pachou signifiant « se répandre ») parce que ses eaux, par la bénédiction de Dieu, montent et arrosent le sol. C’est comme dans : « et ses cavaliers se répandent (pachou) » (‘Habaqouq 1, 8). Autre explication : le Pichon fait pousser le lin (pichtan) (Beréchith raba 16, 2), ainsi qu’il est écrit à propos de l’Égypte : « ils seront confondus, ceux qui travaillent le lin (‘ovdé pichtim) » (Yecha’ya 19, 9). »

— Rachi, commentaires sur la Genèse, 2.11 (lire en ligne)
Jean de Joinville, biographe de Louis IX, écrit en 1309 la Vie de saint Louis, où il narre notamment sa participation à la septième croisade en compagnie du roi. Lors d'une digression sur le Nil, il raconte que le fleuve vient du Paradis terrestre. Le médiéviste français Jacques Monfrin, dans une note de son édition du livre, explique que l'auteur rapporte des idées courantes à l'époque, comme en témoigne Ernoul. Concernant le Paradis terrestre, Monfrin renvoie à l'ouvrage de Jean Delumeau, Une histoire du Paradis. Puis, Joinville explique que les Égyptiens jettent des filets dans le Nil pour y attraper des denrées venant dudit Paradis, où le vent les fait tomber des arbres où ils poussent : gingembre, rhubarbe, bois d'aloès et cannelle. Ensuite, il rapporte qu'on disait dans le pays que le sultan du Caire avait plusieurs fois tenté de savoir d'où venait le fleuve. Il envoya donc des gens remonter le cours d'eau, emportant avec eux pour nourriture un pain appelé biscuit. Ces explorateurs racontèrent ensuite avoir exploré le fleuve et être arrivés à un grand massif de roches à pic, où nul n'avait la possibilité de monter et d'où le cours d'eau tombait. Il leur a semblé qu'en haut se trouvaient quantité d'arbres. Enfin, ils affirmèrent avoir trouvé des merveilles, différentes bêtes sauvages qui venaient les regarder sur le bord de l'eau : lions, serpents et éléphants. Ils se seraient arrêtés aux premières cataractes du Nil, voire celles de la Haute-Nubie (en) soudanaise. Quoiqu'il en fut, selon ces auteurs, le Nil était une merveille et une création divine, tandis que ses sources étaient localisées proches de l'inaccessible Paradis.

#### À partir de l'époque moderne

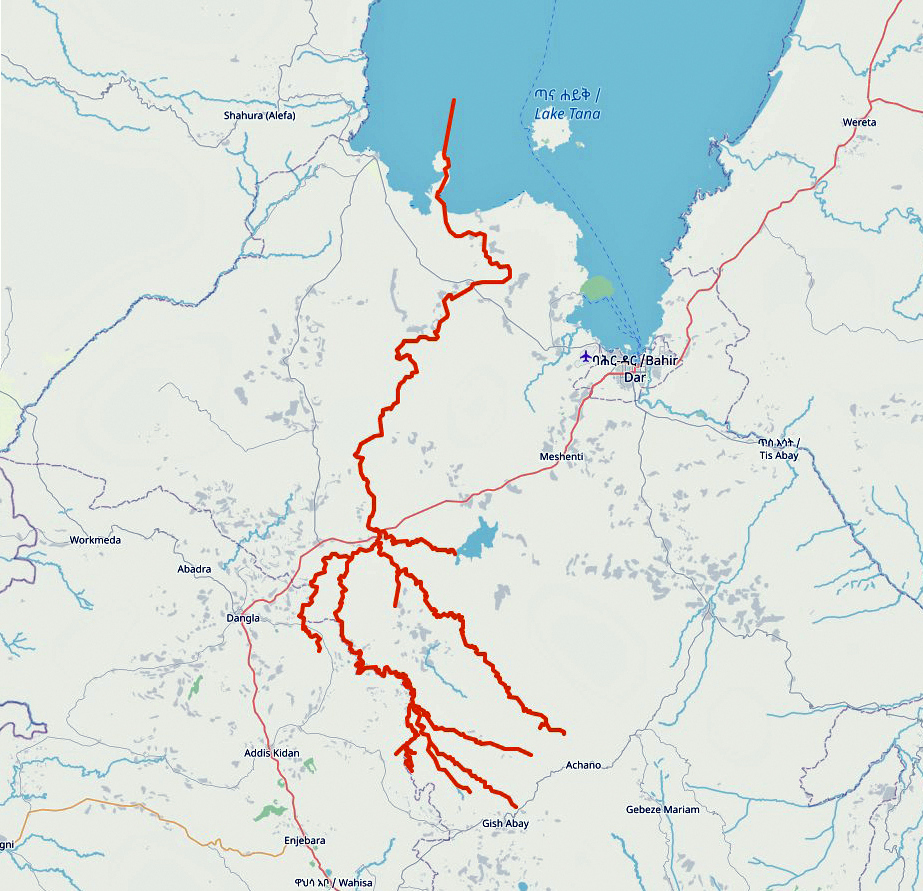
Nil bleu à partir de Gish Aber.Carte interactive.

Les Européens ne connaissaient que peu de choses sur les origines du Nil jusqu'aux XVe et XVIe siècles, quand des voyageurs allant en Éthiopie ont visité non seulement le lac Tana, mais sont allés jusqu'à la source du Nil Bleu dans les montagnes au sud du lac. Bien que James Bruce ait prétendu avoir été le premier Européen à avoir vu la source, les auteurs modernes considèrent que le premier est plutôt le père jésuite Pedro Páez. Des Européens s'étaient installés en Éthiopie depuis la fin du XVe siècle, et il est possible qu'ils aient exploré le fleuve au plus près de sa source, mais ils ne pouvaient pas envisager son cours au-delà de l'Éthiopie.
La rivière prend sa source près de Gish Abay, à cent kilomètres au sud-ouest du lac Tana, traverse le lac avec un courant sensible (comme le Rhône traverse le lac Léman), puis sort à Baher Dar et fait une grande boucle vers Khartoum.
Le Nil Blanc était encore plus inconnu. Les anciens ont pensé que le fleuve Niger était une des extensions supérieures du Nil Blanc. Par exemple, Pline l'Ancien a écrit que le Nil aurait sa source « dans une montagne de la Mauritanie du Sud », qu'il coule sur une distance « de plusieurs jours », puis se prolonge sous terre, et qu'il réapparaît sur le territoire des Massæsyles, puis retourne sous le désert pour couler pendant « vingt jours jusqu'à ce qu'il atteigne les Éthiopiens les plus proches ».
Le lac Victoria a été aperçu pour la première fois par un Européen en 1858 quand l'explorateur britannique John Hanning Speke atteignit son rivage méridional pendant son voyage avec Richard Francis Burton pour explorer l'Afrique centrale et pour localiser les Grands Lacs. Croyant avoir trouvé la source du Nil en voyant cette « vaste étendue d'eau » pour la première fois, Speke a appelé le lac du nom de la reine du Royaume-Uni. Burton, qui récupérait d'une maladie et se reposait au sud dans la ville de Kazeh après avoir exploré les rivages du lac Tanganyika, s'est indigné du fait que Speke ait prétendu avoir découvert la vraie source du Nil sans en apporter les preuves scientifiques nécessaires. Burton considérait donc la question des sources du Nil non encore réglée. Une querelle publique suivit, qui a non seulement provoqué des discussions intenses au sein de la communauté scientifique, mais aussi beaucoup d'intérêt chez les autres explorateurs souhaitant confirmer ou réfuter la découverte de Speke. L'explorateur et missionnaire britannique David Livingstone échoua dans sa tentative de vérifier la découverte de Speke, en allant trop vers l'ouest et entrant dans le système du fleuve Congo. C'est finalement l'explorateur britannique Henry Morton Stanley qui confirma la véracité de la découverte de Speke, en naviguant autour du lac Victoria et en se rendant compte de l'existence des chutes de Ripon sur la rive nord du lac. C'est au cours de ce voyage qu'il est dit que Stanley aurait salué l'explorateur britannique avec les mots célèbres « Dr Livingstone, je présume ? » en découvrant l'Écossais malade et découragé dans son camp à Ujiji sur les rives du lac Tanganyika.
La source la plus haute du Nil naît dans les montagnes du Rwenzori. Ce nom veut dire faiseur de pluie dans la langue des tribus d'altitude ougandaises. Dans ce massif, la pluie tombe plus de 300 jours par an. Ses forêts sont une éponge gonflée d'humidité. Les torrents qui se déversent en cataracte sur les fortes pentes de ce cimetière végétal[Quoi ?] grossissent la rivière Semliki qui alimente le lac Albert, grand déversoir du Nil.
La source la plus méridionale demeure celle du Burundi : « C'est un filet d'eau qui sort du flanc nord du mont Gikizi à 3° 54' 47" de latitude sud, dans la commune de Rutovu au Burundi. Il poursuit son parcours par les rivières Gasenyi, Kigira, affluents de la Ruvyironza. Cette dernière se jette à son tour dans la Ruvubu dont les eaux rejoignent la Nyabarongo pour former la Kagera, principale tributaire du lac Victoria. »
L'expédition du Nil Blanc, menée par le Sud-Africain Hendri Coetzee, a été la première à naviguer sur toute la longueur du Nil. Elle est partie de la source du Nil en Ouganda le 17 janvier 2004 et est arrivée à la Mer Méditerranée à Rosette, quatre mois et deux semaines plus tard. National Geographic a présenté un film sur l'expédition à la fin de l'année 2005 : The Longest River.
Le 28 avril 2004, le géologue Pasquale Scaturro et son associé, le kayakiste et réalisateur de documentaires Gordon Brown, sont devenus les premières personnes à naviguer sur le Nil Bleu, du lac Tana en Éthiopie aux plages d'Alexandrie sur la Méditerranée. Cependant, leur expédition comprenait beaucoup d'autres personnes, mais Brown et Scaturro ont été les seuls à rester pendant tout le voyage. Ils ont enregistré la chronique de leur aventure avec une caméra IMAX et deux caméras à main dans le film IMAX intitulé Le Mystère du Nil et dans un livre éponyme. Malgré tout, l'équipe a été forcée d'utiliser des bateaux à moteur pour la majeure partie de leur voyage, et ce n'est que le 29 janvier 2005 que le Canadien Les Jickling et le Néo-Zélandais Mark Tanner atteignirent la mer Méditerranée.
Le 30 avril 2005, une équipe menée par les Sud-Africains Peter Meredith et Hendri Coetzee fut la première expédition à naviguer jusqu'à la source la plus lointaine du Nil : la rivière Kagera, connue comme la rivière Rukarara, dans la forêt de Nyungwe au Rwanda.
Le 31 mars 2006, trois explorateurs de Grande-Bretagne et de Nouvelle-Zélande ont prétendu avoir été les premiers à remonter le fleuve de son delta à la vraie source qui se trouve dans la forêt tropicale de Nyungwe, dans le sud-ouest du Rwanda. Au terme d'une progression dans la forêt de Nyungwe, ils se sont arrêtés autour d'un trou rempli de vase, situé à 2 428 mètres d'altitude, d'où jaillissait un filet d'eau, une source du Nil ; la source la plus lointaine du Nil, portant la longueur du fleuve à 6 718 kilomètres au lieu des 6 611 précédemment établis.

### Gel
Deux épisodes de gel du Nil sont connus : la première fois en 829 et la seconde fois en 1010 ou 1011. Le climatologue anglais HH Lamb écrivait en 1966 dans The Changing Climate que l'étrangeté du gel du Nil était probablement attribuable à « un déplacement vers le nord de la ceinture anticyclonique, caractéristique de l'époque, et à l'air froid sibérien qui atteignait parfois la Méditerranée »,.

## Le fleuve depuis la construction du barrage d’Assouan (1970)
Autrefois, le fleuve débordait chaque été, déposant du limon fertile sur les champs et irriguant les terres agricoles grâce à un système de canaux que les anciens Égyptiens avaient creusé. Il y a eu quelques rares exceptions, par exemple en -43 et -42 où les crues ont fait défaut, à la suite d'un épisode de refroidissement de l'hémisphère nord induit par l'explosion du volcan Okmok en Alaska, qui a obscurci la haute atmosphère durant environ deux ans et demi,.
Tandis que la plupart des Égyptiens vivent toujours dans la vallée du Nil, la construction du haut barrage d'Assouan (fini en 1970) pour fournir de l'hydroélectricité a mis fin en aval au renouvellement du limon fertile des crues de l'été en stabilisant son débit. La construction de deux grands barrages au sud d'Assouan, en inondant l'île de Philae et toute la région d'Abou Simbel, a mis ainsi un terme à ces crues qui firent la prospérité de générations d'Égyptiens, produisant par ailleurs un certain nombre d'effets pervers : l'agriculture a recours aux produits chimiques et la production ne suffit plus à nourrir ses habitants. Le Nil permet toujours à une grande partie de la population de subsister le long de ses rives, mais l'économie égyptienne dépend surtout du tourisme et des croisières sur le Nil. On estime que près de 90 % de la population égyptienne vit ainsi dans la vallée et le delta du Nil. L'écoulement du fleuve est contrarié en plusieurs points par des cataractes, qui sont des endroits où la vitesse de l'eau s'intensifie, avec beaucoup de petites îles, de l'eau peu profonde, et des rochers, formant un obstacle à la navigation par bateaux. Les marais du Sudd au Soudan forment également un obstacle pour la navigation et l'écoulement de l'eau. L'Égypte avait, par le passé, essayé de creuser un canal (le canal de Jonglei) pour améliorer l'écoulement de cette masse stagnante d'eau (également connue sous le nom de Lac No).
Le Nil est toujours utilisé pour transporter des marchandises à différents endroits de son long cours ; les vents d'hiver favorisent cette navigation : les bateaux peuvent ainsi voyager vers l'amont en utilisant seulement la voile, et en employant vers l'aval l'écoulement du fleuve.
Les villes sur le Nil incluent Khartoum, Assouan, Louxor (Thèbes), et l'agglomération du Caire. La première cataracte, la plus proche de l'embouchure du fleuve, est près d'Assouan, au nord des barrages d'Assouan. À partir d'Assouan, vers le nord, le Nil est un itinéraire touristique important où naviguent des bateaux de croisière comme des bateaux traditionnels en bois, felouques et dahabiehs. En outre, beaucoup de « bateaux-hôtels » font le chemin entre Louxor et Assouan, s'arrêtant entre-temps à Edfou et à Kôm Ombo. Il était encore possible récemment[Quand ?] de naviguer sur ces bateaux du Caire jusqu'à Assouan, mais les autorités ont interdit la plus grande partie de cet itinéraire pour des raisons de sécurité[réf. nécessaire].

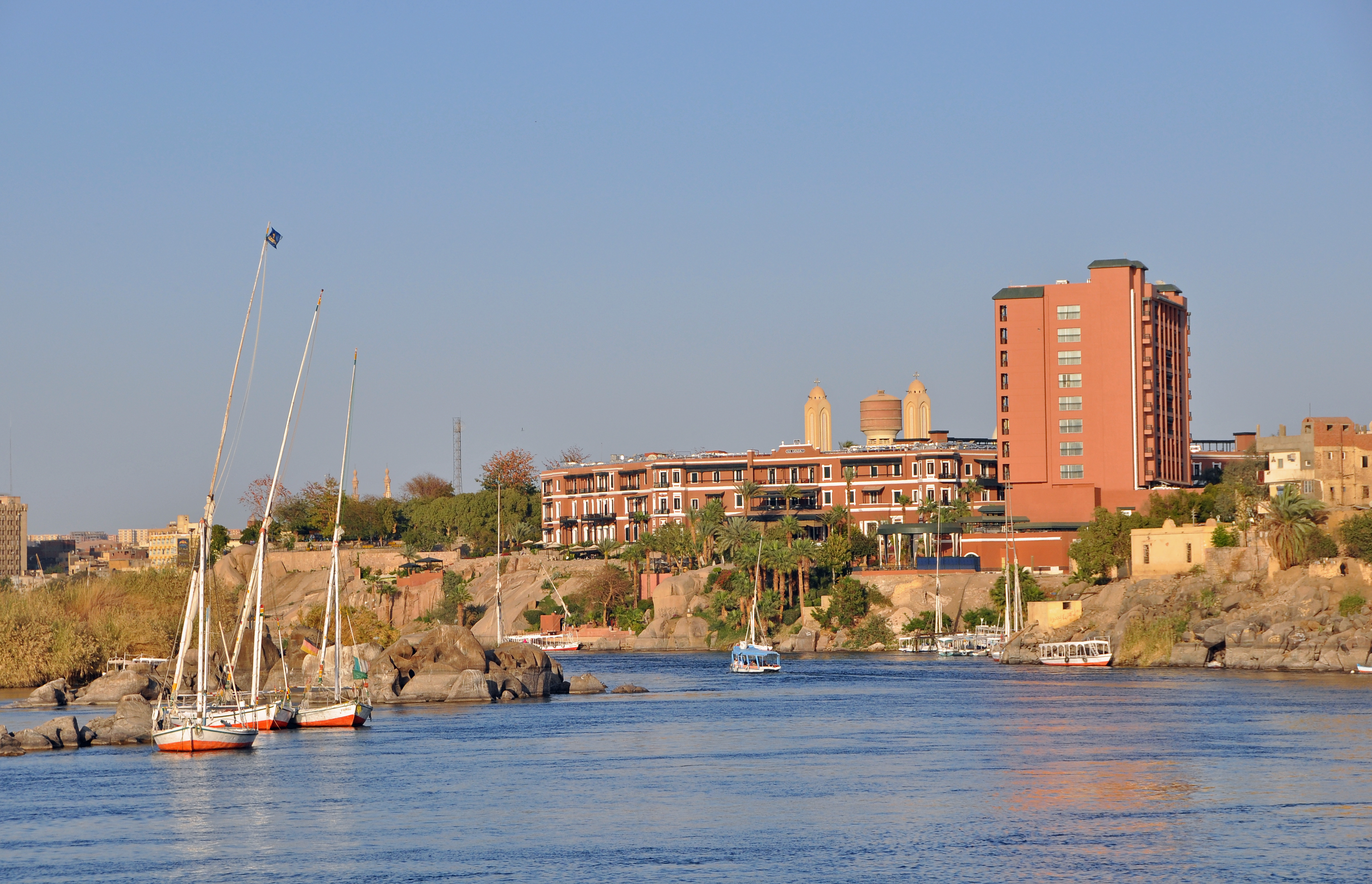
Le Nil à Assouan.
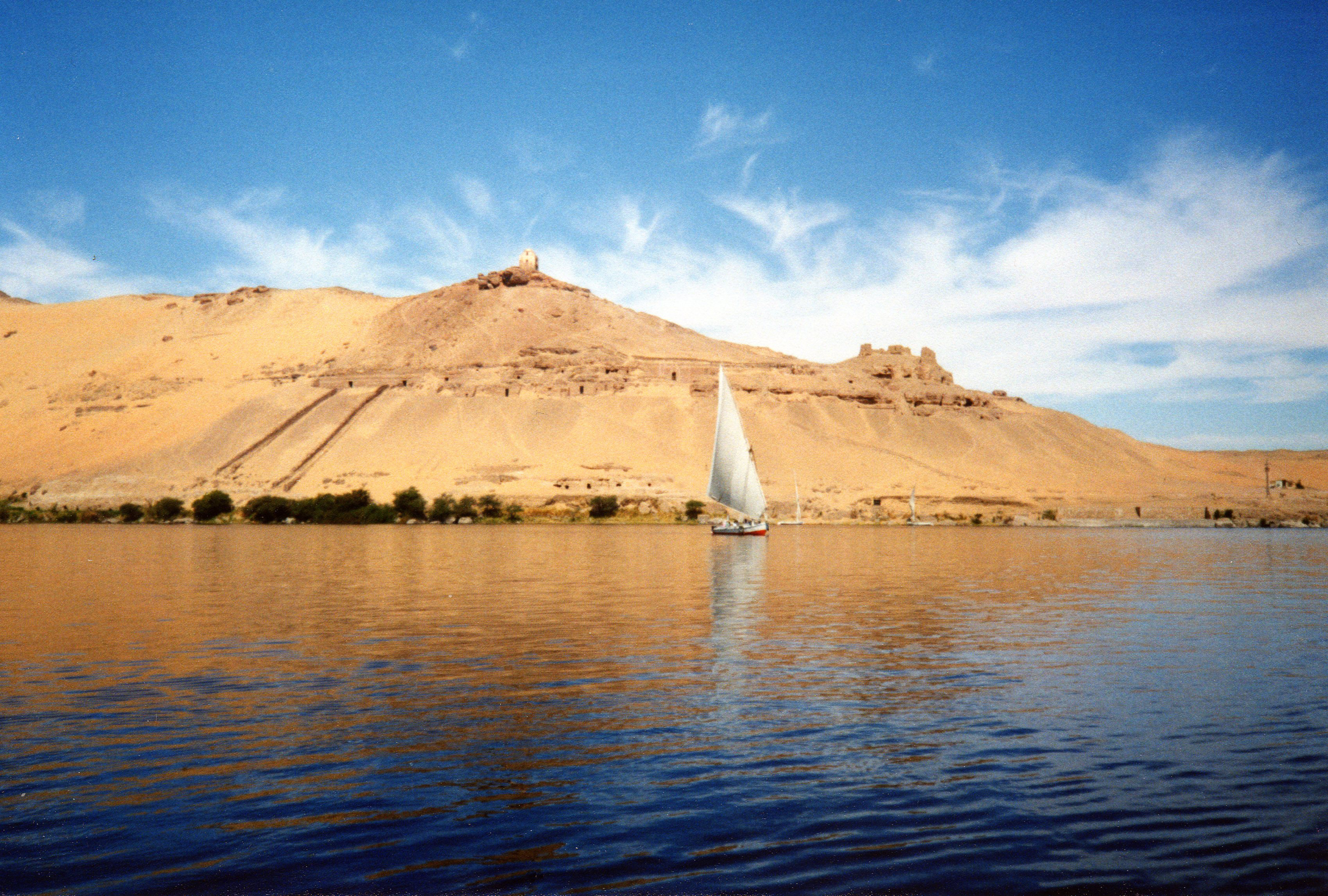
Les rives du Nil à proximité d'Assouan.
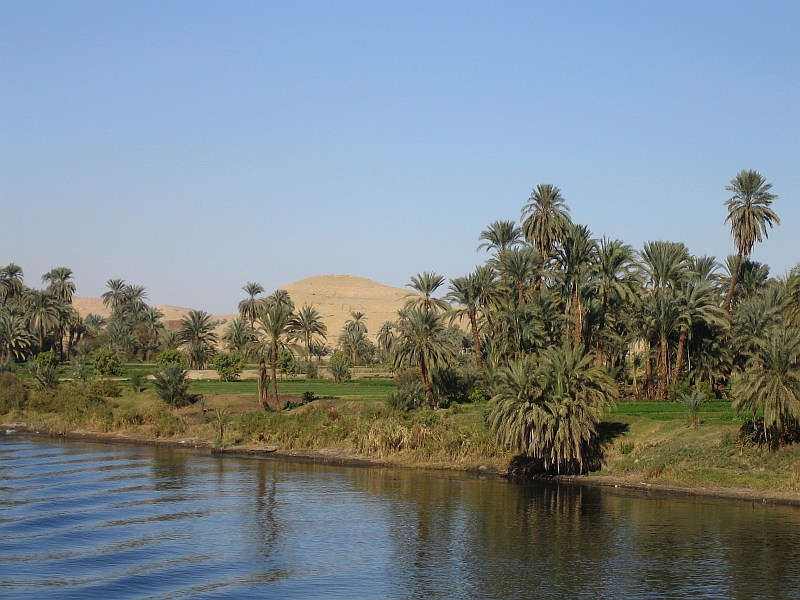
Vue des rives du Nil à partir du bateau, entre Louxor et Assouan.
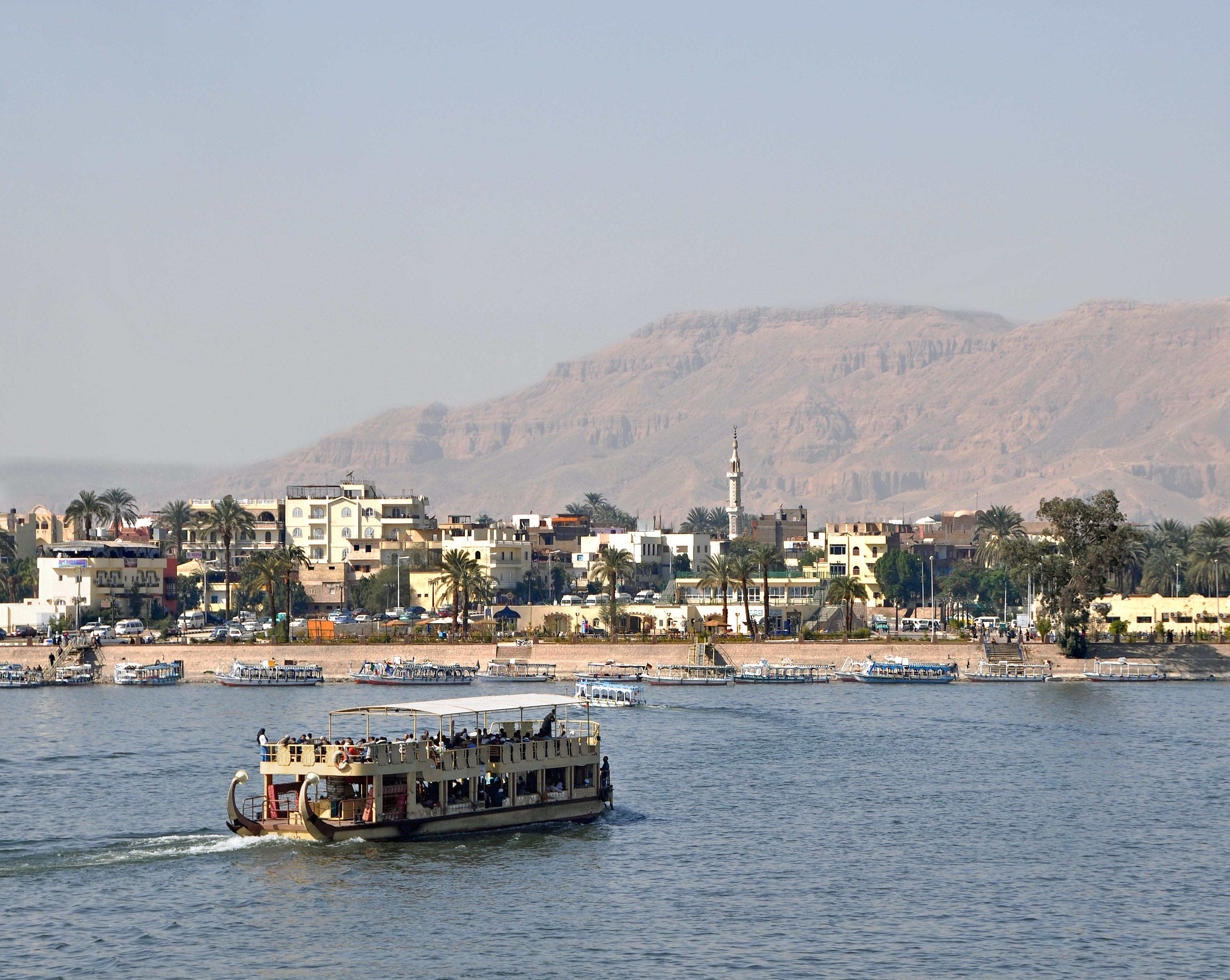
Le Nil à Louxor.

## Géopolitique et partage des eaux

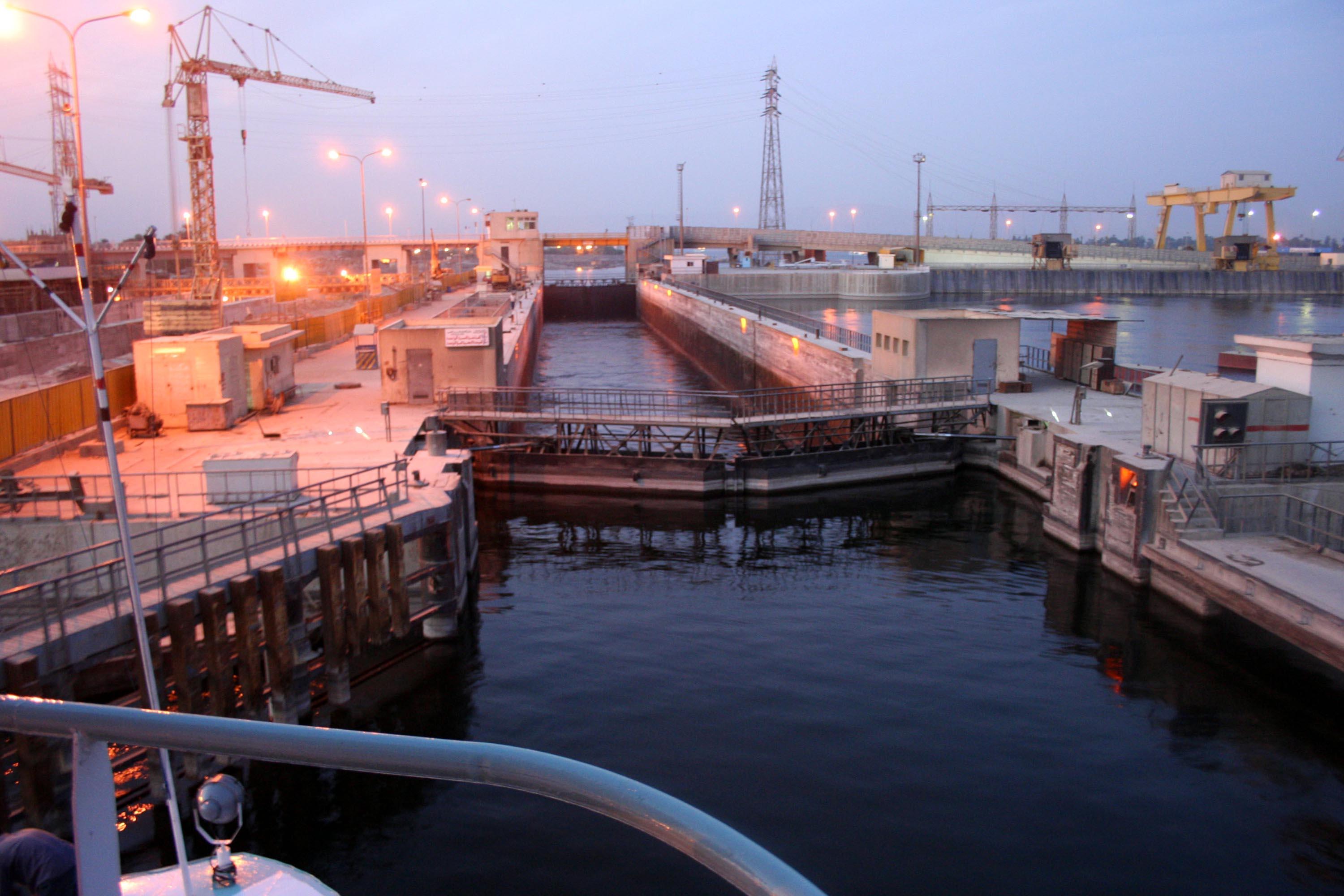
Écluse sur le Nil.

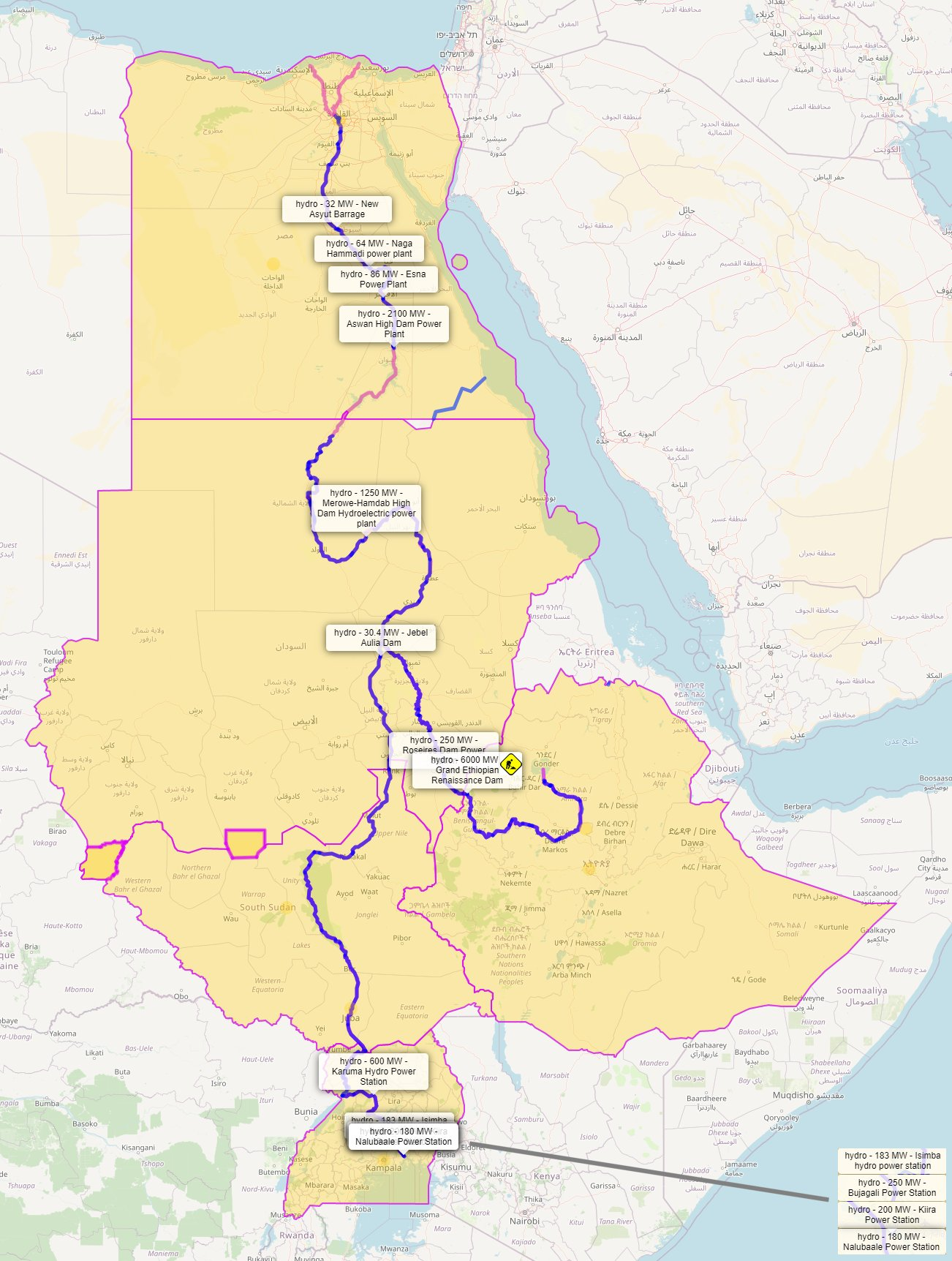
Barrages hydroélectriques sur le Nil.

Les rives du fleuve moyen firent à la fin du XIXe siècle l'objet de convoitises diverses, d'abord dans le cadre de la révolte mahdiste, puis entre les Britanniques et les Français (crise de Fachoda) et les Belges (enclave de Lado) dans le cadre du « Partage de l'Afrique » par les puissances européennes, initié par la conférence de Berlin (1884-1885). Le haut-fleuve sera partagé entre l'État indépendant du Congo de Léopold II de Belgique (actuelle république démocratique du Congo), l'Empire britannique (actuels Ouganda et dans une moindre mesure Kenya) et l'Afrique orientale allemande (actuels Tanzanie, Rwanda et Burundi).
Lors de la crise du canal de Suez, parmi les plans élaborés par les Britanniques lors des tensions avec l'Égypte, désormais pleinement indépendante, figurait l'assèchement des eaux du Nil vers l'Égypte, depuis le barrage des chutes Owen en Ouganda, de manière à endommager le secteur agricole et couper les communications. Les militaires exposèrent ce plan au Premier ministre Anthony Eden six semaines avant l'invasion. Il fut abandonné par crainte qu'il ne provoque de violentes émeutes au sein de la population égyptienne, parce qu'il aurait pris des mois à mettre en place et qu'il aurait aussi mis à mal d'autres pays comme le Kenya et l'Ouganda.
De nos jours, la répartition des eaux du Nil pour l'exploitation est régulée par un accord liant neuf des dix pays riverains du bassin (Burundi, république démocratique du Congo, Égypte, Éthiopie, Kenya, Ouganda, Rwanda, Soudan, Tanzanie — mais pas l’Érythrée, seulement observateur, et ne voisinant pas directement le Nil), sous la bannière de l'Initiative du bassin du Nil (IBN, Nile Basin Initiative (en)). Il tire son origine d'un premier accord datant de 1929, définissant la répartition entre l'Égypte, formellement indépendante à cette époque, et le reste du territoire de l'Empire britannique riverain du Nil, donnant notamment un droit de véto à l'Égypte sur tout projet en amont.
Un second accord fut signé en 1959 entre l'Égypte et le Soudan, sans tenir compte des huit autres États concernés. L'Égypte accédait ainsi à 55,5 milliards de m3 par an, et le Soudan à 18,5 milliards de m3, accaparant à eux deux plus des trois quarts de l’eau disponible.
Cette répartition est remise en cause par les autres pays riverains du fleuve, souhaitant pouvoir mener leurs propres projets de développement. L'Égypte et le Soudan revendiquent, eux, des droits historiques, en en faisant même une question de sécurité nationale.
Lassé[Qui ?] de l'immobilisme, un texte[Quoi ?] a été proposé à la signature par quatre pays de l'IBN en amont du fleuve : l'Éthiopie, la Tanzanie, le Rwanda et l’Ouganda (rejoints plus tard par le Kenya). Pour entrer en vigueur au sein de l'IBN, le texte doit être approuvé par six des neuf pays. Le Burundi et la république démocratique du Congo sont donc désormais les deux seuls pays n'ayant pas pris position.
En mai 2013, le gouvernement éthiopien a entamé des opérations de détournement du Nil Bleu afin de permettre la construction d'un barrage hydroélectrique appelé Grand barrage de la Renaissance. Le gouvernement égyptien a vivement réagi, évoquant en dernier recours une intervention « pour détruire le barrage »,.

## Histoire géologique

Carte géologique simplifiée (en italien) représentant les principaux cratons africains.

L'orogenèse panafricaine correspond à la mise en place de ceintures orogéniques plissées, qualifiées de ceintures mobiles, autour de cratons. Le Nil est né d'une gigantesque déchirure de la Terre, le rift est-africain qui semble se mouler sur certains cratons (métacraton du Sahara, craton de Tanzanie) et qui a donné naissance aux hauts plateaux éthiopiens (le Nil bleu), ainsi qu'aux Grands Lacs africains et à la crête Congo-Nil (le Nil blanc). Le soulèvement puis la formation de ce rift, au Cénozoïque, aurait ainsi guidé le drainage des cours d'eau vers la Méditerranée, le fleuve ainsi la vallée du Grand Rift dans la partie orientale de l'Afrique.
Le bassin hydrographique du Nil existe depuis au moins trente millions d'années, âge des plus anciens sédiments transportés jusqu'au delta, et date probable du soulèvement éthiopien,.
Le Nil actuel est au moins le cinquième fleuve qui ait coulé au nord des montagnes éthiopiennes. Grâce à des images satellites, on a pu repérer des cours d'eau asséchés dans le désert à l'ouest du Nil. Un canyon, maintenant rempli par la dérive extérieure[Quoi ?], était emprunté par un Nil antique appelé Éonil, qui a coulé vers la fin du Miocène (23-5,3 millions d'années). L'Éonil a transporté les sédiments clastiques[Quoi ?] dans la Méditerranée ; plusieurs gisements de gaz ont été découverts dans ces sédiments. Au sud du Caire, une gorge remplie de sable atteint une profondeur de 1 400 mètres.
Pendant la crise du Messinien à la fin du Miocène, lorsque la mer Méditerranée était un bassin fermé et que le niveau de la mer avait baissé d'approximativement 1 500 m, le Nil était alors au niveau de cette mer, au point d'être à Assouan quelques centaines de mètres plus bas que le niveau des océans. Cet immense canyon est maintenant rempli de sédiments.[réf. nécessaire]
Autrefois, le lac Tanganyika se déversait au nord dans le Nil, jusqu'à ce que les volcans de Virunga aient bloqué son cours au Rwanda. Cela aurait rendu le Nil beaucoup plus long, avec sa source au Nord de la Zambie.[réf. nécessaire]

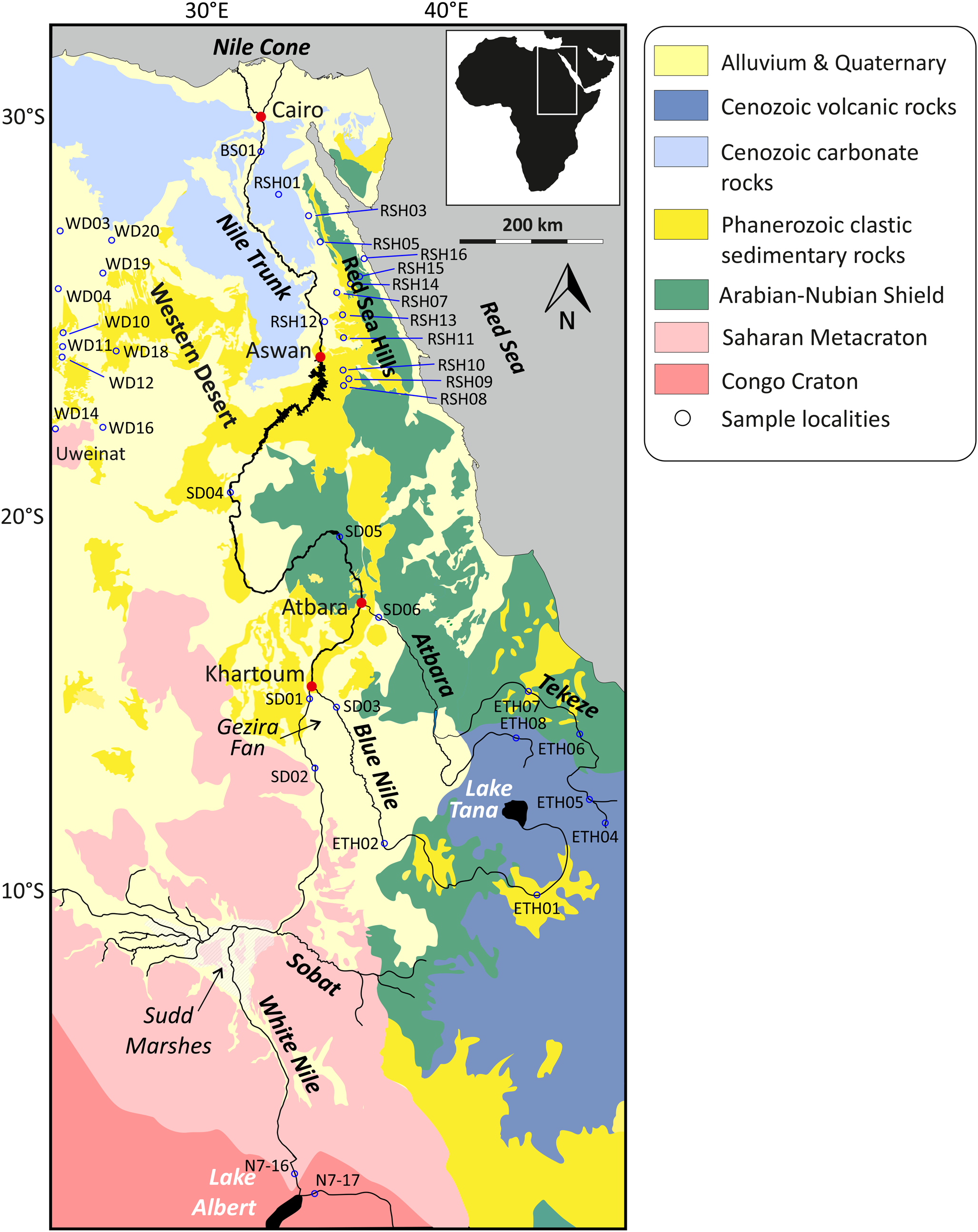
Carte géologique de la vallée du Nil.
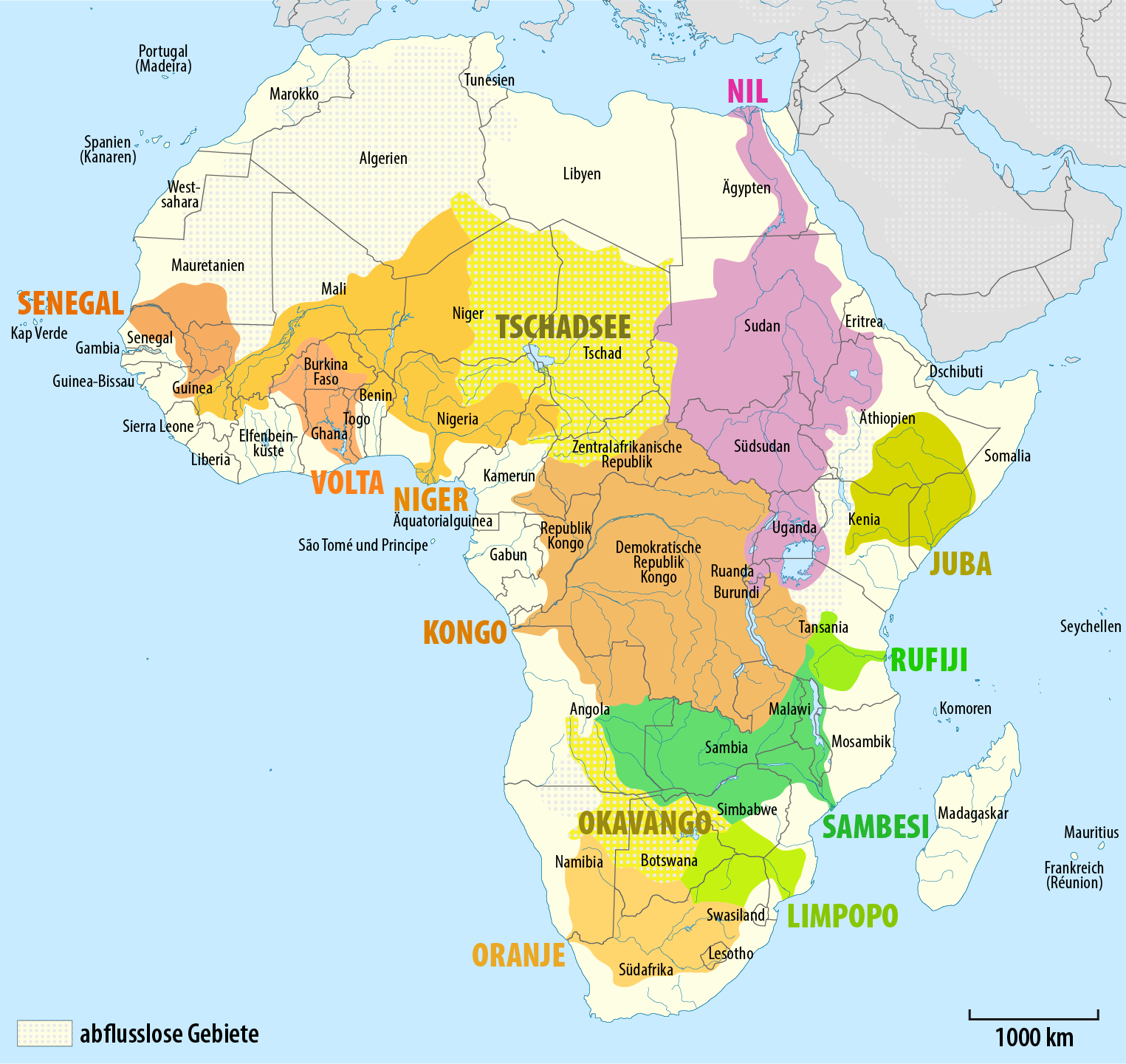
Carte (en allemand) montrant le bassin hydrographique du Nil (en rose).